# Мінамі-Ямашіро

Міна́мі-Ямаші́ро (яп. 南山城村, みなみやましろむら, МФА: [mʲinamʲi jamaɕiro muɾa]?) — село в Японії, в повіті Сораку префектури Кіото.   Площа становить 64,21 км². Станом на 1 жовтня 2017 року населення складало 2555  осіб, густота населення — 39,8 осіб/км².   